# Alair Corrêa
Alair Francisco Corrêa (Cabo Frio, 4 de junho de 1942) é um político brasileiro filiado ao Partido da Mulher Brasileira (PMB). Foi prefeito de Cabo Frio em três mandatos: de 1983 a 1988, 1997 a 2004 e seu último entre 2013 e 2016.

## Carreira
Em 1970, foi eleito vereador em Cabo Frio, sendo reeleito dois anos mais tarde, assumindo o cargo de presidente da Câmara dos Vereadores em 1973.
No ano de 1983, foi eleito prefeito de sua cidade pela primeira vez em sua carreira pelo PMDB. Nove anos depois, em 1992, foi eleito deputado estadual do Rio de Janeiro. Como deputado, Alair foi notabilizado como Líder da Maioria da Assembleia Legislativa e Líder do Governo em 1995. No ano seguinte, foi eleito prefeito de Cabo Frio pela segunda vez, sendo reeleito em 2000.
Em 2006, foi eleito novamente deputado estadual, tornando-se o quinto mais votado do PMDB e o nono em todo o estado do Rio de Janeiro, alcançando  80.700 votos.
Nas eleições para prefeito de Cabo Frio em 2008, Alair Corrêa foi derrotado pelo então candidato do PSDB, Marquinho Mendes. Concorrendo novamente para o cargo de prefeito nas eleições de 2012 pelo PP, Alair foi eleito com 58.278 votos, derrotando o candidato Janio Mendes (PDT).